# Dida (vratar)
Nelson de Jesus Silva, poznatiji kao Dida (Irará, 7. listopada 1973.), je brazilski umirovljeni nogometaš. 

## Klupska karijera
Istaknuo se prvo u brazilskim klubovima u 1990-ima poput Vitorie, Cruzeira i Corinthiansa, gdje je dobio reputaciju kao specijalist za obranu penala. Međutim, Dida je vjerojatno najzapamćeniji po njegovoj često burnoj desetogodišnjoj karijeri u talijanskom klubu Milanu. Tijekom njegovog vremena s Rossonerima, postao je jednako poznat po greškama kao i po odličnim igrama, od poznate pogreške tijekom utakmice UEFA Lige prvaka protiv Leeds Uniteda u rujnu 2000. godine do loše forme nakon što je pogođen s bakljom tijekom utakmice Lige prvaka protiv gradskih rivala Inter Milana u travnju 2005. godine i po tome što ga je navijač Celtica udario po ramenu tijekom utakmice u listopadu 2007. godine.
Jedan od dva vratara u Milanovoj povijesti koji su uspjeli ostvariti više od 200 prvenstvenih nastupa, Dida je osvojio Ligu prvaka dva puta u 2003. i 2007. godine. Prvi naslov Lige prvaka je osvojio nakon što je obranio tri jedanaesterca u izvođenju jedanaesteraca protiv Juventusa. Također je prvi dvostruki osvajač FIFA Svjetskog klupskog prvenstva, osvajač FIFPro nagrade za vratara godine i pet puta je nominiran za IFFHS-ovu nagradu najboljeg svjetskog vratara. U 2003. godini Dida je postao prvi brazilski vratar koji je nominiran za Ballon d'Or, a drugi put je nominiran 2005. godine.

## Reprezentativna karijera
Za brazilsku nogometnu reprezentaciju Dida je ostvario 91 nastup u jedanaest godina reprezentativne karijere, uključujući najviše nastupa u povijesti FIFA Konfederacijskog kupa, njih 22. Dida je za reprezentaciju debitirao u srpnju 1995. godine. Dida je s Brazilom osvojio Svjetsko prvenstvo 2002. godine a na tom prvenstvu nije odigrao niti jednu utakmicu. Na Svjetskom prvenstvu 2006. godine bio je prvi vratar reprezentacije i primio je samo dva pogotka u pet nastupa. U reprezentativnu mirovinu je otišao nakon što je Brazil izbačen u četvrtzavršnici natjecanja.